# Градске приче (књига)
Градске приче (енгл. Tales of the city) је роман америчког књижевника Армистада Маупина, као и назив серијала који је потекао из те књиге. Серијал је објављен између 1978. и 2014. и прати групу разноврсних ликова из Сан Франциска, од којих су многи припадници ЛГБТ+ популације. Има сада култни статус и два пута је екранизован као серија. Приче  су прво објављиване у новинама Сан Франциско хроника, да би касније биле објављене као роман. Године 2019. BBC News је прогласио први роман једним од сто најутицајнијих романа.

## Радња
"Градске приче" почиње доласком Мери Ен Синглтон, девојке из провинције, која након посете граду, одлучује да остане и усељава се у стан чија је власница тајанствена старија госпођа Ана Мадригал. Мери се спријатељује са другим станарима зграде, бисексуалном хипи уметницом Моном Ремзи, заводником Брајаном Хокинсем и Мајклом Толивером геј младићем познатим по надимку "Миш". Мери се запошљава код бизнисмена Едгара Холцијона, а један од ликова је и његова ћерка богаташица Диди (заснована на стварној личности Дајани Диди Бјукенан Вилси). Књига, као и серија поред љубавних прича ликова, прати борбу за лгбт права, кризу сиде, дискриминацију, положај жене у мушком корпоративном свету и др.

## Серијал[8]
- Приче града (1978)
- Још прича о граду (1980)
- Новије приче о граду (1982)
- Слаткиш (1984)
- Значајни други (боља половина) (1987)
- Сигуран у тебе (1989)
- Мајкл Толивер живи (2007)[9]
- Јесен Мери Ен (2010)
- Дани Ане Мадригал (2014)